# Великий Колояр
Великий Колоя́р (рос. Большой Колояр) — село складі Наровчатського району Пензенської області, Росія.
Населення — 571 особа (2010; 756 у 2002).
Національний склад станом на 2002 рік:
- росіяни — 100 %